# Hoogland (Nederland)

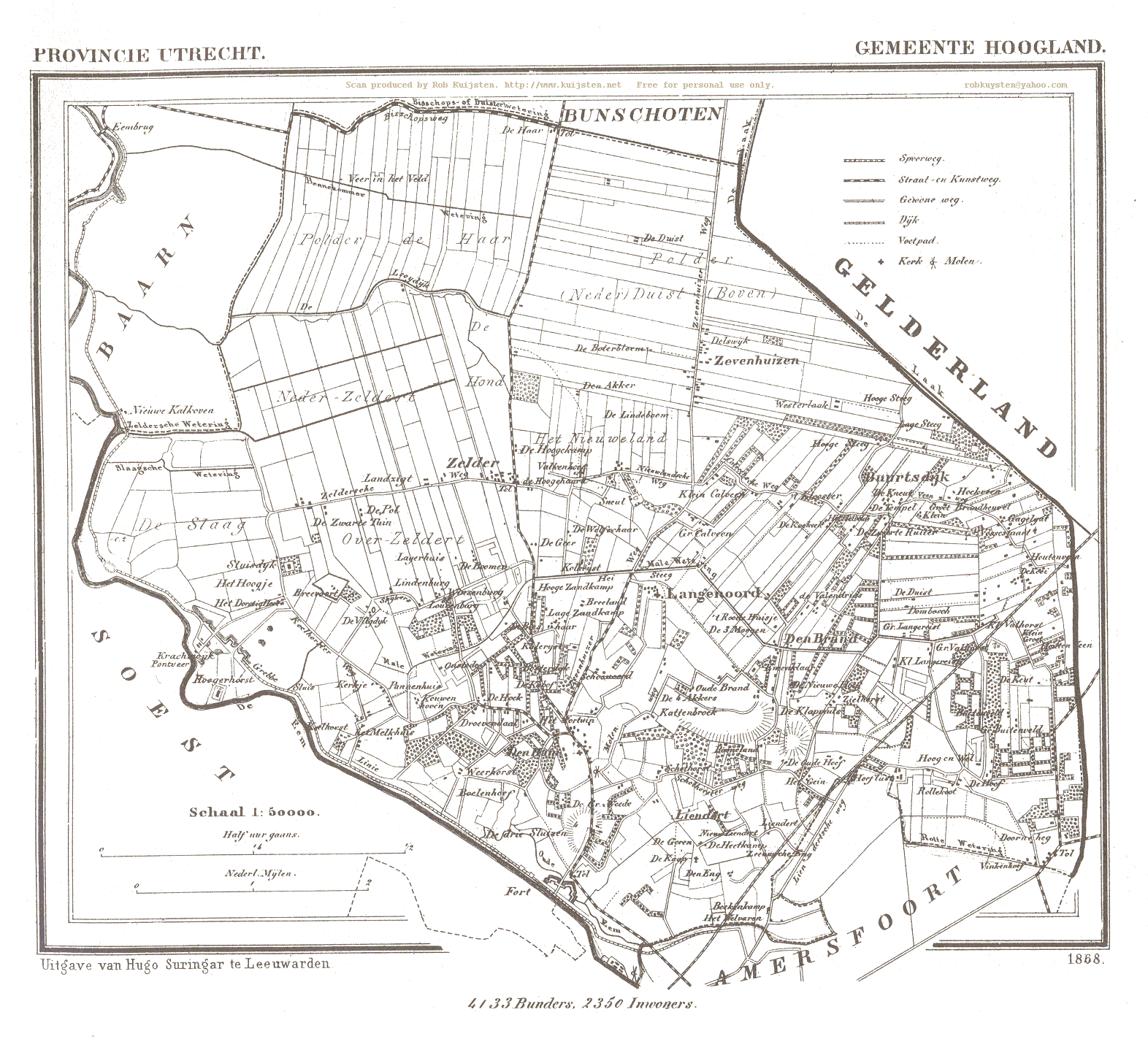
Gemeente Hoogland in 1868

Hoogland is een dorp in de gemeente Amersfoort, in de Nederlandse provincie Utrecht.
Het was tot 1974 een zelfstandige gemeente. Het dorp ligt aan de noordwestkant vast aan Amersfoort en telde in 2023 10.135 inwoners.

## Geschiedenis van Hoogland

### Gemeente Hoogland (1811-1973)
Vóór 1798 omvatte het grondgebied van Hoogland een tweetal gerechten, de heerlijkheden Hoogland en Emiclaer. Dat waren gebieden met een eigen bestuur en rechtspraak. Hoogland viel onder de schout van de bisschop van Utrecht en Emiclaer onder die van de Paulusabdij. Door de invoering van de Franse gemeenteorganisatie ontstond per 1 januari 1811 echter de gemeente Hoogland.
In 1857 vond een ingrijpende grenswijziging plaats toen de gemeente Duist, De Haar en Zevenhuizen werd opgeheven en voor het grootste deel bij Hoogland werd gevoegd, waardoor het oppervlak van de gemeente met bijna de helft toenam.
De bevolking van de gemeente groeide vooral in het begin van de twintigste eeuw snel en was geconcentreerd in een aantal verspreid liggende kernen en buurtschappen waarvan De Ham, Zeldert, Langenoord en Hooglanderveen de belangrijkste waren.
Vanwege de Grebbelinie werden in mei 1940 werden veel boerderijen in de gemeente door het Nederlandse leger vernield omdat ze in het schootsveld lagen. Als gevolg hiervan zijn er in de voormalige gemeente veel wederopbouwboerderijen te vinden. Per 1 september 1940 werd de grens van de gemeente gewijzigd. Een smalle strook aan de zuidkant van de gemeente, waarin het Valleikanaal gegraven werd, ging toen naar Amersfoort.

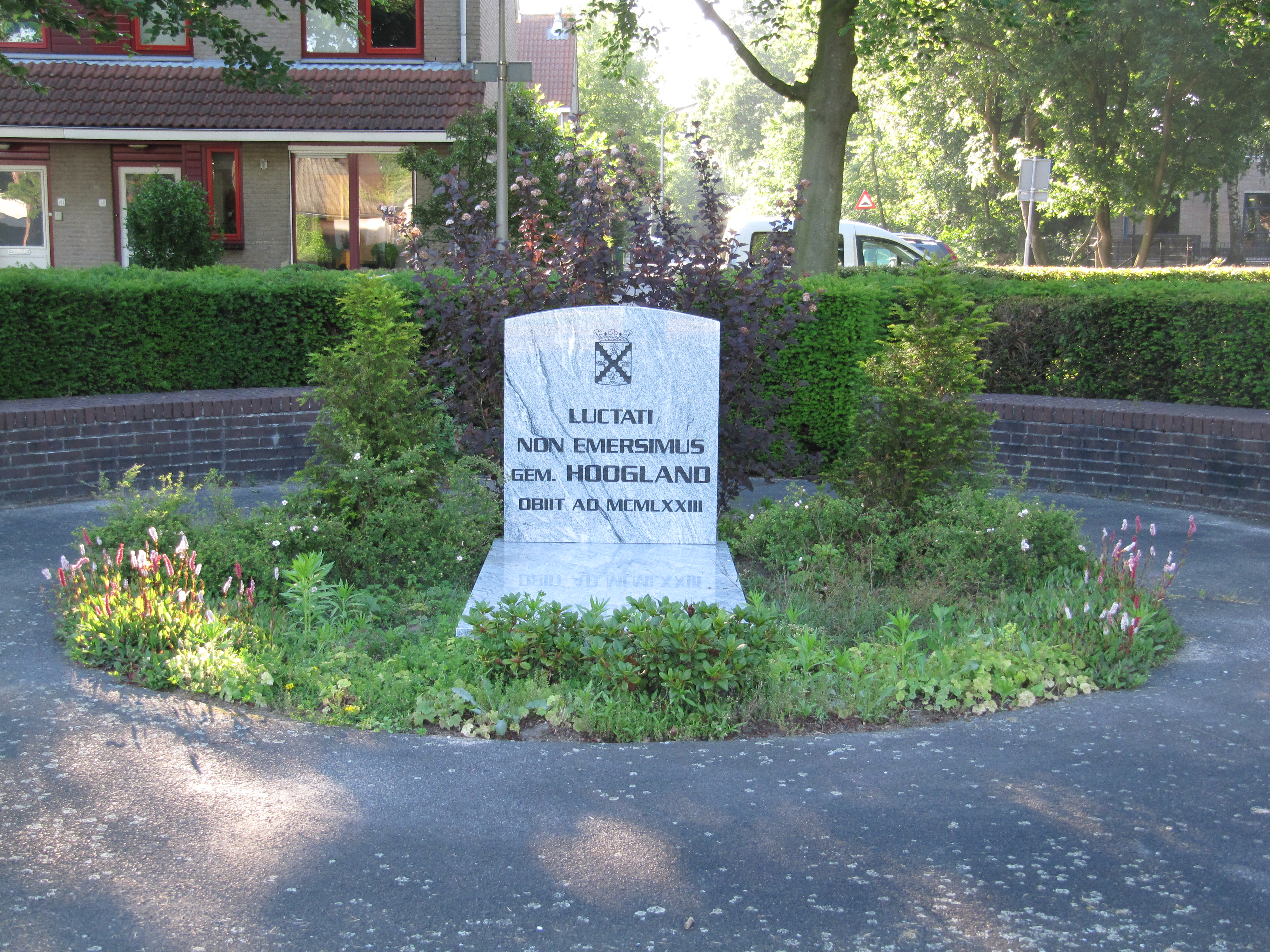
Annexatiemonument

### Annexatie (1967-1973)
In 1967 werd bekend dat Hoogland haar zelfstandigheid prijs zou moeten geven ten behoeve van de uitbreiding van Amersfoort. Amersfoort had een groeistadfunctie gekregen.
De Hooglanders hebben zich van meet af aan hevig verzet tegen het dreigende oprukken van hun grote buurgemeente. Met protestacties en demonstraties onder het motto “Handen Af van Hoogland!”, werd gepleit voor een zelfstandig en agrarisch Hoogland. Allemaal tevergeefs, want op 1 januari 1974 werd de gemeente inderdaad verdeeld. Op een grafsteen aan de Zevenhuizerstraat staat de Latijnse spreuk: "Luctati non emersimus" (vertaald: We hebben geworsteld en zijn niet bovengekomen), een variant op de wapenspreuk van de provincie Zeeland. Hoogland werd opgedeeld tussen de gemeenten Bunschoten en Amersfoort. Het gedeelte ten noorden van de Rijksweg A1 is bij de gemeente Bunschoten gevoegd, en het gebied ten zuiden van de Rijksweg zou Amersfoorts worden. Sindsdien is Hoogland, door de sterke uitbreiding van de stad Amersfoort, vergroeid met Amersfoort.

### Hoogland (1974 tot heden)
Het dorp Hoogland maakt sinds de annexatie op 1 januari 1974 deel uit van de gemeente Amersfoort. Echter is door de grote saamhorigheid, traditionele gewoonten en agrarische roots het dorpskarakter grotendeels bewaard gebleven. In het westen van Hoogland is de oude agrarische sfeer min of meer behouden, het dorp wordt daar nog begrensd door de weilanden van het Buitengebied Hoogland-West. De Bunschoterstraat dient hier als scheiding. Aan de noord- en oostkant van het dorp heeft het buitengebied vanaf de annexatie plaats moeten maken voor de Amersfoortse nieuwbouwwijken Schothorst (tweede fase), Zielhorst, Kattenbroek en Nieuwland. In de jaren 60 werd al grondgebied overgeheveld van Hoogland naar Amersfoort om de bouw van de eerste fase Schothorst mogelijk te maken. Tot die tijd groeide Hoogland, vooral vanaf de jaren vijftig, stevig in de gebieden Langenoord en Bieshaar.
Hoogland heeft een grote scholengemeenschap vergeleken met andere dorpen. Zo telt Hoogland zes basisscholen, genaamd: de Biezen, de Bieshaar, de Berkenschool, de Horizon, de Kosmos en de Langenoord.

## Karakteristiek Hoogland

### Dorpsfeest Hoogland
In september komt het dorpsgevoel weer boven tijdens het jaarlijkse Dorpsfeest Hoogland. Dit evenement trekt ieder jaar zo rond de 30.000 bezoekers.

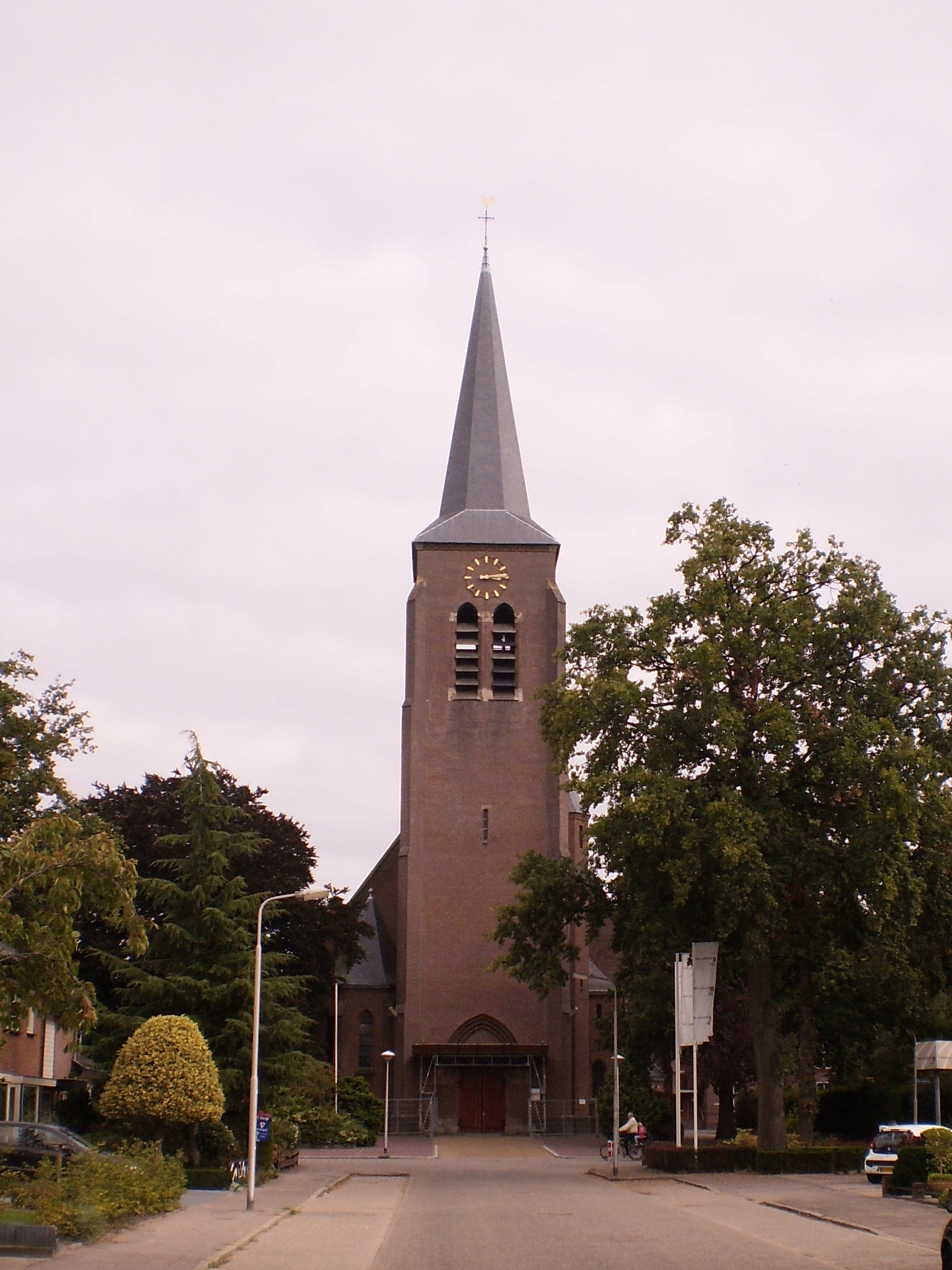
De Sint-Martinuskerk aan de Kerklaan te Hoogland

### Carnaval
Ieder jaar is er in Hoogland, dat van oudsher een rooms-katholiek karakter heeft, een groot carnaval. Dit wordt ieder jaar geopend met de omdoop van Hoogland naar de carnavalsnaam: 't Zandkruuersgat. Dit gebeurt door de carnavalsverenigingen 'C.S. De Eemschuumers' en 'C.V. De Hooge Narren'. 

### Jong Hoogland
Hoogland heeft een eigen jongerenvereniging, genaamd Jong Hoogland. De vereniging organiseert verschillende activiteiten, feesten, sportevenementen en uitstapjes voor de leden van Jong Hoogland. Deze leden zijn in de leeftijd van zestien tot vijfendertig jaar. De vereniging is in 1967 opgericht onder de naam Katholieke Plattelands Jongeren (K.P.J.) Hoogland. Per 1 juli 1996 is deze naam veranderd in Jong Hoogland. De vereniging is ook verbonden met andere verenigingen. Jong Hoogland en K.P.J. Eemnes vormen samen de K.P.J. Kring Noord Oost Utrecht. Via deze Kring zijn ze ook weer verbonden met K.P.J. Utrecht.

### Sport
De sport in Hoogland heeft zich in eerste instantie gezamenlijk georganiseerd onder de naam SVH (Sportvereniging Hoogland). Dit was een omnivereniging waarbij alle sporten aan konden sluiten. De plaatselijke voetbalvereniging VV Hoogland was de eerste sportclub die zich bij SVH aansloot. In 1964 werd een gymzaal gebouwd aan de Zevenhuizerstraat en er werd een gymnastiek- en turnvereniging opgericht. Later sloten ook de volleybal, tafeltennis -en badmintonvereniging zich aan bij SVH. De laatste club die zich toevoegde aan de SVH was de fietsclub Snel Verzet Hoogland (SVH).
Verzelfstandiging werd daarna een gegeven. Eerst profiteerden de clubs nog uit subsidies vanuit de gemeente Hoogland maar het potje met geld raakte op. De voetbalvereniging was de eerste sportclub die uit SVH stapte. Daarna volgde de volleybalclub en zij kregen de naam 'Forza Hoogland'. Ook de tafeltennis-, badminton- ,turn- en trampolinevereniging besloten onder eigen vlag verder te gaan. De turn- en trampolinevereniging heet nu Nika Hoogland. Hoogland kent ook een judovereniging. Deze vindt haar oorsprong in Hooglanderveen bij SH'71.

## Buurtschappen
Het dorp Hoogland bestaat uit verschillende wijken en buurtschappen.
- Bieshaar-Noord
- Bieshaar-Zuid
- Coelhorst
- De Biezen
- De Bik
- De Brinken
- De Ham
- Langenoord
- Weerhorst
- Zeldert

### Voormalige buurtschappen
Hoogland is tijdens de annexatie door Amersfoort de volgende buurtschappen kwijtgeraakt:
- Calveen
- De Brand
- De Haar
- Duist (Bunschoten)
- Emiclaer
- Hooglanderveen
- Liendert
- Nieuwland
- Schothorst
- Zevenhuizen
- Zielhorst

## Bekende bewoners

### Geboren in Hoogland
- Henricus van de Wetering (1850-1929), aartsbisschop van Utrecht;
- Frits Botterblom, (1896-2003), agrariër en oudste levende man van Nederland van 15 december 2002 tot zijn overlijden op 8 april 2003;
- Noëlle van Lottum (1972), voormalig tennisser;
- Dennis Higler (1985), voetbalscheidsrechter;
- Floor Oussoren (2003), voetbalster;
- Jet Kok (2004), volleybalster.

### Woonachtig geweest in Hoogland
- Stan Haag (1920-2001), diskjockey en programmamaker;[3]
- Klaas Samplonius (1947-2022), presentator en journalist;[4]
- Karel van de Graaf (1950-2023), presentator;[5]
- Rob de Nijs (1942-2025), zanger.[6]